# Canon EOS 80D
Canon EOS 80D — цифровой зеркальный фотоаппарат 2016 года, преемник модели EOS 70D, выпущенной в 2013 году. Ориентирован на фотолюбителей-энтузиастов, стремящихся улучшить свои навыки и умения.
Ключевые отличия 80D от предшественника — новая 24,2-мегапиксельная матрица с поддержкой фазового автофокуса и 45-точечная (вместо 19-точечной) система автофокусировки. Также у модели появилась возможность съёмки таймлапс-видео и поддержка NFC. Частота кадров в Full HD выросла до 60 кадров в секунду. Корпус защищён от попадания влаги и пыли.
Фотоаппарат представлен 18 февраля 2016 года, поступил в продажу 25 марта в Японии, 26 марта в США.

## Основные отличия от Canon EOS 70D
- Улучшенная система фазовой автофокусировки с помощью матрицы Dual Pixel AF, обеспечивающая непрерывную фокусировку.
- Новая 45-точечная система фазовой автофокусировки при опущенном зеркале.
- Новый процессор DIGIC 6, который примерно в 2,4 раза быстрее своего предшественника DIGIC 5+
- Поддержка режима видеосъёмки 1080/60p.
- Разъём для наушников.[2]

## Совместимость
Canon EOS 80D оснащён байонетом EF-S и работает как с объективами EF-S, так и с объективами с байонетом Canon EF. Совместим с фотовспышками Canon Speedlite. Поддерживает пульты дистанционного управления RS-60E3 (проводной) и RC-6 (беспроводной).

## Конкуренты
- Nikon D7200
- Pentax K-3 II

## Комплект поставки
Canon EOS 80D предлагается в трёх основных вариантах комплектации:
- без объектива — рекомендуемая стоимость 1199 долларов США;[3]
- с объективом EF-S 18-55mm f/3.5-5.6 IS STM — 1349 долларов;
- с объективом EF-S 18-135mm f/3.5-5.6 IS USM — 1799 долларов.

Также в комплект поставки входят:
- литий-ионная аккумуляторная батарея LP-E6
- зарядное устройство LC-E6/LC-E6E (версия со встроенной вилкой или с кабелем, в зависимости от страны)
- шейный ремень
- крышка на крепление для объектива
- наглазник
- USB-кабель IFC-400PCU
- программное обеспечение и инструкция по эксплуатации